# Frančiškanski samostan Kostanjevica pri Novi Gorici
Frančiškanski samostan Kostanjevica pri Novi Gorici je eden izmed 13 frančiškanskih samostanov v Sloveniji (poleg teh je eden slovenski še v Združenih državah Amerike). Samostan je najbolj znan po Bourbonski grobnici, ki se nahaja v cerkveni kripti in v kateri so pokopani člani francoske kraljevske rodbine Bourbon, med njimi Karel X., zadnji francoski kralj te dinastije (sicer pa predzadnji kralj nasploh). Samostanska cerkev Marijinega oznanjenja sicer služi tudi kot župnijska cerkev Župnije Nova Gorica - Kapela. V samostanu se nahaja knjižnica, ki se imenuje po slovenskem jezikoslovcu in patru tukajšnjega samostana, Stanislavu Škrabcu, in v kateri hranijo 10.000 knjig, med njimi tudi 30 inkunabul.
6. septembra 2024 je bil samostan razglašen za kulturni spomenik državnega pomena.

## Zgodovina
Samostan je nastal leta 1623, ko je grof Matija Thurn dal najprej zgraditi cerkvico, nato pa še zraven manjši samostan. 

## Bourbonska grobnica
Bourbonska grobnica se nahaja v cerkveni kripti, do katere pripelje ozek in nizek hodnik, ki ima ob straneh nekaj manjših prostorov in niš, namenjenih za pokope, ki pa so prazne, z izjemo zadnjega, v kateri leži sarkofag Petra de Blacas d'Aulpsa. V kripti se nahaja šest sarkofagov, trije na levi in trije na desni strani, ki so iz 19. stoletja. Pet izmed njih je kamnitih, eden pa je bronast. Kamniti na čelni strani vsebujejo začetnici imen pokopanega. Na zidovih za sarkofagi je vzidanih 6 kamnitih napisnih plošč z imeni.
Shema kripte
| Luiza Marija Terezija d'Artois sestra Henrika V.         | † | Ludvik XIX. Francoski najstarejši sin Karla X., pretendent za prestol                     | Ludvik XIX. Francoski najstarejši sin Karla X., pretendent za prestol                     |
| Henrik V. Francoski vnuk Karla X., pretendent za prestol | † | Karel X. Francoski predzadnji francoski kralj, mlajši brat Ludvika XVI. in Ludvika XVIII. | Karel X. Francoski predzadnji francoski kralj, mlajši brat Ludvika XVI. in Ludvika XVIII. |
| Marija Terezija Austria-Este žena Henrika V.             | † | Marija Terezija Šarlota Francoska žena Ludvika XIX.                                       | Marija Terezija Šarlota Francoska žena Ludvika XIX.                                       |
|                                                          | ↑ | Peter de Blacas d'Aulps minister in diplomat                                              |                                                                                           |

- Vhod v kripto
- Hodnik, ki vodi do kripte
- Sarkofag Petra de Blacas d'Aulpsa na koncu hodnika, tik pred vstopom v kripto
- Kripta s šestimi sarkofagi
- Sarkofagi na levi
- Sarkofagi na desni
- Sarkofag Karla X. Francoskega
- Križ na sredini kripte
- Napisna plošča Marije Terezije Austria-Este